# Mofos
Mofos（モフォス）は、リアリティポルノに特化したカナダのポルノ制作会社である。

## 沿革
Mofosのウェブサイトは2008年にBrazzersによって開設された。
Brazzersの動画とは対照的に、よりシンプルなストーリーの動画を作成することが目的であった。そのため、そのような動画では、リアリティポルノ用に特別に書かれた（脚本のもとで）様々な役割を正確に体現することができる、ほぼほぼ無名のポルノ俳優を起用することになった。
その後、Mofosのウェブサイトは、最終的に2010年にManwinによって買収された。
このオンラインネットワークは、22のハードコアポルノサイト（またはサブネットワーク）と5つのシリーズで構成されている。Mofosは、2016年10月時点で「グローバルトラフィックランキング」6,946位を謳っている。

## サブネットワーク
同社のオーナーは、Mofosのネットワークの下で20以上のウェブサイトが運営されていると語っている。各サイトは、リアリティポルノのジャンル内で異なるテーマやストーリーを描くことで特徴づけがされている。例えば、異人種ポルノやパブリックセックス、合法的な年齢のティーンエイジャー、熟年女性などである。サブサイトのサイト名は、あまり調べなくても、そのテーマを簡単に特定できるように付けられている。

## 所有権と運営
Mofosは、現在同じくインターネット・ポルノの会社であるMindGeekが所有・運営している。Mofos側は、サイトおよびサブサイトがMindGeekの監督のもと、あらゆる違法行為を避けるために慎重に運営されていると主張している。
MindGeekは以前はManwinという社名であった。その社名は、経営パートナーであったファビアン・ティルマンが退任した直後に変更された。F・ティルマンは、最初に、創業者たちから資産を買い取り、その後、この会社を買収した。2013年に、彼は持ち株を同社の上級管理職であったフェラス・アントゥーンとDavid Tassilloに売却した。後に、同社は大手ポルノチューブサイトのRedtubeと合併し、MindGeekが誕生した。